# La Redoute
El equipo La Redoute fue un equipo ciclista francés que compitió profesionalmente entre el 1979 y 1985.

## Corredor mejor clasificado en las Grandes Vueltas
| Año  | Giro de Italia | Tour de Francia       | Vuelta a España |
| ---- | -------------- | --------------------- | --------------- |
| 1979 | -              | 16.º Mariano Martínez | -               |
| 1980 | -              | 9.º Pierre Bazzo      | -               |
| 1981 | -              | 3.º Robert Alban      | -               |
| 1982 | -              | 11.º Robert Alban     | -               |
| 1983 | -              | 5.º Robert Alban      | -               |
| 1984 | -              | 25.º Stephen Roche    | -               |
| 1985 | -              | 3.º Stephen Roche     | -               |

## Principales resultados
- París-Tours: Jean-Luc Vandenbroucke (1982)
- Tour de Romandía: Stephen Roche (1984)
- Critérium Internacional: Stephen Roche (1985)
- Cuatro Días de Dunkerque: Jean Luc Vandenbroucke (1980, 1985)

### A las grandes vueltas
- Vuelta en España
  - 0 participaciones:

- Tour de Francia
  - 7 participaciones (1979, 1980, 1981, 1982, 1983, 1984, 1985)
  - 6 victorias de etapa:
    - 2 el 1980: Mariano Martínez, Bernard Vallet
    - 1 el 1981: Robert Alban
    - 1 el 1984: Ferdi van den Haute
    - 2 el 1985: Stephen Roche, Régis Simon

  - 0 victorias final:
  - 1 clasificaciones secundarias:
    - Gran Premio de la montaña: Bernard Vallet (1982)

- Giro de Italia
  - 0 participaciones

## Composición del equipo
| \| Integrantes del equipo 1979 \| Integrantes del equipo 1979 \| Integrantes del equipo 1979 \| Integrantes del equipo 1979 \| \| Corredor \| Fecha de nacimiento \| Equipo previo \| \| \| --------------------------- \| --------------------------- \| ------------------------------ \| --------------------------- \| \| Pierre Bazzo \| 17 de enero de 1954 \| Lejeune-BP (1978) \| \| \| Jean-Pierre Cabare \| 31 de marzo de 1956 \| \| \| \| Marc Durant \| 14 de junio de 1955 \| \| \| \| Christian Jourdan \| 31 de diciembre de 1954 \| \| \| \| Gildas Le Menn \| 4 de diciembre de 1953 \| \| \| \| Gérard Macé \| 9 de julio de 1953 \| \| \| \| Mariano Martínez \| 20 de septiembre de 1948 \| Jobo-Spidel (1978) \| \| \| Jean-Marie Michel \| 28 de abril de 1955 \| \| \| \| Christian Muselet \| 18 de abril de 1952 \| \| \| \| Alain Patritti \| 15 de julio de 1953 \| \| \| \| Jean-François Pescheux \| 21 de marzo de 1952 \| Jobo-Spidel (1978) \| \| \| Jean-Philippe Pipart \| 30 de marzo de 1954 \| \| \| \| Christian Poirier \| 6 de diciembre de 1954 \| \| \| \| Roger Rosiers \| 26 de noviembre de 1946 \| Peugeot-Esso-Michelin (1978) \| \| \| Bernard Vallet \| 18 de enero de 1954 \| Miko-Mercier-Hutchinson (1978) \| \| \| Didier Vanoverschelde \| 5 de abril de 1952 \| \| \| \| \| \| \| \| \| Fuente: Cycling Archives \| \| \| \| |                          |                                |  |
| Integrantes del equipo 1979 |                          |                                |  |
| Corredor | Fecha de nacimiento      | Equipo previo                  |  |
| Pierre Bazzo | 17 de enero de 1954      | Lejeune-BP (1978)              |  |
| Jean-Pierre Cabare | 31 de marzo de 1956      |                                |  |
| Marc Durant | 14 de junio de 1955      |                                |  |
| Christian Jourdan | 31 de diciembre de 1954  |                                |  |
| Gildas Le Menn | 4 de diciembre de 1953   |                                |  |
| Gérard Macé | 9 de julio de 1953       |                                |  |
| Mariano Martínez | 20 de septiembre de 1948 | Jobo-Spidel (1978)             |  |
| Jean-Marie Michel | 28 de abril de 1955      |                                |  |
| Christian Muselet | 18 de abril de 1952      |                                |  |
| Alain Patritti | 15 de julio de 1953      |                                |  |
| Jean-François Pescheux | 21 de marzo de 1952      | Jobo-Spidel (1978)             |  |
| Jean-Philippe Pipart | 30 de marzo de 1954      |                                |  |
| Christian Poirier | 6 de diciembre de 1954   |                                |  |
| Roger Rosiers | 26 de noviembre de 1946  | Peugeot-Esso-Michelin (1978)   |  |
| Bernard Vallet | 18 de enero de 1954      | Miko-Mercier-Hutchinson (1978) |  |
| Didier Vanoverschelde | 5 de abril de 1952       |                                |  |
| |                          |                                |  |
| Fuente: Cycling Archives |                          |                                |  |

| \| Integrantes del equipo 1980 \| Integrantes del equipo 1980 \| Integrantes del equipo 1980 \| Integrantes del equipo 1980 \| \| Corredor \| Fecha de nacimiento \| Equipo previo \| \| \| --------------------------------- \| --------------------------- \| ------------------------------ \| --------------------------- \| \| Robert Alban \| 9 de febrero de 1952 \| Fiat (1979) \| \| \| Pierre Bazzo \| 17 de enero de 1954 \| Lejeune-BP (1978) \| \| \| Alain Bondue (1 de ago–31 de dic) \| 8 de abril de 1959 \| \| \| \| Michel Demeyre \| 3 de junio de 1957 \| \| \| \| Marc Durant \| 14 de junio de 1955 \| \| \| \| Pascal Guyot \| 26 de diciembre de 1959 \| \| \| \| Christian Jourdan \| 31 de diciembre de 1954 \| \| \| \| Gildas Le Menn \| 4 de diciembre de 1953 \| \| \| \| Mariano Martínez \| 20 de septiembre de 1948 \| Jobo-Spidel (1978) \| \| \| Jean-Marie Michel \| 28 de abril de 1955 \| \| \| \| Christian Muselet \| 18 de abril de 1952 \| \| \| \| Jean-François Pescheux \| 21 de marzo de 1952 \| Jobo-Spidel (1978) \| \| \| Jean-Philippe Pipart \| 30 de marzo de 1954 \| \| \| \| Christian Poirier \| 6 de diciembre de 1954 \| \| \| \| Roger Rosiers \| 26 de noviembre de 1946 \| Peugeot-Esso-Michelin (1978) \| \| \| Paul Sherwen \| 17 de junio de 1956 \| Fiat (1979) \| \| \| Bernard Vallet \| 18 de enero de 1954 \| Miko-Mercier-Hutchinson (1978) \| \| \| Ferdi van den Haute \| 25 de junio de 1952 \| Marc Zeep Savon-Superia (1979) \| \| \| Jean-Luc Vandenbroucke \| 31 de mayo de 1955 \| Peugeot-Esso-Michelin (1979) \| \| \| Didier Vanoverschelde \| 5 de abril de 1952 \| \| \| \| \| \| \| \| \| Fuente: UCI \| \| \| \| |                          |                                |  |
| Integrantes del equipo 1980 |                          |                                |  |
| Corredor | Fecha de nacimiento      | Equipo previo                  |  |
| Robert Alban | 9 de febrero de 1952     | Fiat (1979)                    |  |
| Pierre Bazzo | 17 de enero de 1954      | Lejeune-BP (1978)              |  |
| Alain Bondue (1 de ago–31 de dic) | 8 de abril de 1959       |                                |  |
| Michel Demeyre | 3 de junio de 1957       |                                |  |
| Marc Durant | 14 de junio de 1955      |                                |  |
| Pascal Guyot | 26 de diciembre de 1959  |                                |  |
| Christian Jourdan | 31 de diciembre de 1954  |                                |  |
| Gildas Le Menn | 4 de diciembre de 1953   |                                |  |
| Mariano Martínez | 20 de septiembre de 1948 | Jobo-Spidel (1978)             |  |
| Jean-Marie Michel | 28 de abril de 1955      |                                |  |
| Christian Muselet | 18 de abril de 1952      |                                |  |
| Jean-François Pescheux | 21 de marzo de 1952      | Jobo-Spidel (1978)             |  |
| Jean-Philippe Pipart | 30 de marzo de 1954      |                                |  |
| Christian Poirier | 6 de diciembre de 1954   |                                |  |
| Roger Rosiers | 26 de noviembre de 1946  | Peugeot-Esso-Michelin (1978)   |  |
| Paul Sherwen | 17 de junio de 1956      | Fiat (1979)                    |  |
| Bernard Vallet | 18 de enero de 1954      | Miko-Mercier-Hutchinson (1978) |  |
| Ferdi van den Haute | 25 de junio de 1952      | Marc Zeep Savon-Superia (1979) |  |
| Jean-Luc Vandenbroucke | 31 de mayo de 1955       | Peugeot-Esso-Michelin (1979)   |  |
| Didier Vanoverschelde | 5 de abril de 1952       |                                |  |
| |                          |                                |  |
| Fuente: UCI |                          |                                |  |

| \| Integrantes del equipo 1981 \| Integrantes del equipo 1981 \| Integrantes del equipo 1981 \| Integrantes del equipo 1981 \| \| Corredor \| Fecha de nacimiento \| Equipo previo \| \| \| --------------------------- \| --------------------------- \| ------------------------------ \| --------------------------- \| \| Robert Alban \| 9 de febrero de 1952 \| Fiat (1979) \| \| \| Pierre Bazzo \| 17 de enero de 1954 \| Lejeune-BP (1978) \| \| \| Alain Bondue \| 8 de abril de 1959 \| \| \| \| Michel Demeyre \| 3 de junio de 1957 \| \| \| \| Marc Durant \| 14 de junio de 1955 \| \| \| \| Pascal Guyot \| 26 de diciembre de 1959 \| \| \| \| Christian Jourdan \| 31 de diciembre de 1954 \| \| \| \| Michel Larpe \| 18 de diciembre de 1959 \| \| \| \| Mariano Martínez \| 20 de septiembre de 1948 \| Jobo-Spidel (1978) \| \| \| Jean-Marie Michel \| 28 de abril de 1955 \| \| \| \| Jean-François Pescheux \| 21 de marzo de 1952 \| Jobo-Spidel (1978) \| \| \| Paul Sherwen \| 17 de junio de 1956 \| Fiat (1979) \| \| \| Bernard Vallet \| 18 de enero de 1954 \| Miko-Mercier-Hutchinson (1978) \| \| \| Ferdi van den Haute \| 25 de junio de 1952 \| Marc Zeep Savon-Superia (1979) \| \| \| Jean-Luc Vandenbroucke \| 31 de mayo de 1955 \| Peugeot-Esso-Michelin (1979) \| \| \| Didier Vanoverschelde \| 5 de abril de 1952 \| \| \| \| \| \| \| \| \| Fuente: UCI \| \| \| \| |                          |                                |  |
| Integrantes del equipo 1981 |                          |                                |  |
| Corredor | Fecha de nacimiento      | Equipo previo                  |  |
| Robert Alban | 9 de febrero de 1952     | Fiat (1979)                    |  |
| Pierre Bazzo | 17 de enero de 1954      | Lejeune-BP (1978)              |  |
| Alain Bondue | 8 de abril de 1959       |                                |  |
| Michel Demeyre | 3 de junio de 1957       |                                |  |
| Marc Durant | 14 de junio de 1955      |                                |  |
| Pascal Guyot | 26 de diciembre de 1959  |                                |  |
| Christian Jourdan | 31 de diciembre de 1954  |                                |  |
| Michel Larpe | 18 de diciembre de 1959  |                                |  |
| Mariano Martínez | 20 de septiembre de 1948 | Jobo-Spidel (1978)             |  |
| Jean-Marie Michel | 28 de abril de 1955      |                                |  |
| Jean-François Pescheux | 21 de marzo de 1952      | Jobo-Spidel (1978)             |  |
| Paul Sherwen | 17 de junio de 1956      | Fiat (1979)                    |  |
| Bernard Vallet | 18 de enero de 1954      | Miko-Mercier-Hutchinson (1978) |  |
| Ferdi van den Haute | 25 de junio de 1952      | Marc Zeep Savon-Superia (1979) |  |
| Jean-Luc Vandenbroucke | 31 de mayo de 1955       | Peugeot-Esso-Michelin (1979)   |  |
| Didier Vanoverschelde | 5 de abril de 1952       |                                |  |
| |                          |                                |  |
| Fuente: UCI |                          |                                |  |

| \| Integrantes del equipo 1982 \| Integrantes del equipo 1982 \| Integrantes del equipo 1982 \| Integrantes del equipo 1982 \| \| Corredor \| Fecha de nacimiento \| Equipo previo \| \| \| --------------------------- \| --------------------------- \| -------------------------------- \| --------------------------- \| \| Robert Alban \| 9 de febrero de 1952 \| Fiat (1979) \| \| \| Pierre Bazzo \| 17 de enero de 1954 \| Lejeune-BP (1978) \| \| \| Alain Bondue \| 8 de abril de 1959 \| \| \| \| Johan de Muynck \| 30 de mayo de 1948 \| Splendor-Wickes Bouwmarkt (1981) \| \| \| Etienne De Wilde \| 23 de marzo de 1958 \| Splendor-Wickes Bouwmarkt (1981) \| \| \| Michel Demeyre \| 3 de junio de 1957 \| \| \| \| Alain Dithurbide \| 18 de enero de 1959 \| \| \| \| Pascal Guyot \| 26 de diciembre de 1959 \| \| \| \| Christian Jourdan \| 31 de diciembre de 1954 \| \| \| \| Michel Larpe \| 18 de diciembre de 1959 \| \| \| \| Michael Shermer \| 8 de septiembre de 1954 \| \| \| \| Paul Sherwen \| 17 de junio de 1956 \| Fiat (1979) \| \| \| Jérôme Simon \| 5 de diciembre de 1960 \| \| \| \| Bernard Vallet \| 18 de enero de 1954 \| Miko-Mercier-Hutchinson (1978) \| \| \| Ferdi van den Haute \| 25 de junio de 1952 \| Marc Zeep Savon-Superia (1979) \| \| \| Jean-Luc Vandenbroucke \| 31 de mayo de 1955 \| Peugeot-Esso-Michelin (1979) \| \| \| Didier Vanoverschelde \| 5 de abril de 1952 \| \| \| \| \| \| \| \| \| Fuente: UCI \| \| \| \| |                         |                                  |  |
| Integrantes del equipo 1982 |                         |                                  |  |
| Corredor | Fecha de nacimiento     | Equipo previo                    |  |
| Robert Alban | 9 de febrero de 1952    | Fiat (1979)                      |  |
| Pierre Bazzo | 17 de enero de 1954     | Lejeune-BP (1978)                |  |
| Alain Bondue | 8 de abril de 1959      |                                  |  |
| Johan de Muynck | 30 de mayo de 1948      | Splendor-Wickes Bouwmarkt (1981) |  |
| Etienne De Wilde | 23 de marzo de 1958     | Splendor-Wickes Bouwmarkt (1981) |  |
| Michel Demeyre | 3 de junio de 1957      |                                  |  |
| Alain Dithurbide | 18 de enero de 1959     |                                  |  |
| Pascal Guyot | 26 de diciembre de 1959 |                                  |  |
| Christian Jourdan | 31 de diciembre de 1954 |                                  |  |
| Michel Larpe | 18 de diciembre de 1959 |                                  |  |
| Michael Shermer | 8 de septiembre de 1954 |                                  |  |
| Paul Sherwen | 17 de junio de 1956     | Fiat (1979)                      |  |
| Jérôme Simon | 5 de diciembre de 1960  |                                  |  |
| Bernard Vallet | 18 de enero de 1954     | Miko-Mercier-Hutchinson (1978)   |  |
| Ferdi van den Haute | 25 de junio de 1952     | Marc Zeep Savon-Superia (1979)   |  |
| Jean-Luc Vandenbroucke | 31 de mayo de 1955      | Peugeot-Esso-Michelin (1979)     |  |
| Didier Vanoverschelde | 5 de abril de 1952      |                                  |  |
| |                         |                                  |  |
| Fuente: UCI |                         |                                  |  |

| \| Integrantes del equipo 1983 \| Integrantes del equipo 1983 \| Integrantes del equipo 1983 \| Integrantes del equipo 1983 \| \| Corredor \| Fecha de nacimiento \| Equipo previo \| \| \| --------------------------- \| --------------------------- \| -------------------------------- \| --------------------------- \| \| Robert Alban \| 9 de febrero de 1952 \| Fiat (1979) \| \| \| Laurent Biondi \| 19 de julio de 1959 \| \| \| \| Alain Bondue \| 8 de abril de 1959 \| \| \| \| Christian Corre \| 4 de septiembre de 1961 \| \| \| \| Kenny De Maerteleire \| 4 de mayo de 1961 \| \| \| \| Johan de Muynck \| 30 de mayo de 1948 \| Splendor-Wickes Bouwmarkt (1981) \| \| \| Etienne De Wilde \| 23 de marzo de 1958 \| Splendor-Wickes Bouwmarkt (1981) \| \| \| Alain Dithurbide \| 18 de enero de 1959 \| \| \| \| Guy Gallopin \| 23 de enero de 1956 \| \| \| \| Pascal Guyot \| 26 de diciembre de 1959 \| \| \| \| Christian Jourdan \| 31 de diciembre de 1954 \| \| \| \| Michel Larpe \| 18 de diciembre de 1959 \| \| \| \| Christian Levavasseur \| 6 de marzo de 1956 \| Coop-Mercier-Mavic (1982) \| \| \| Paul Sherwen \| 17 de junio de 1956 \| Fiat (1979) \| \| \| Jérôme Simon \| 5 de diciembre de 1960 \| \| \| \| Bernard Vallet \| 18 de enero de 1954 \| Miko-Mercier-Hutchinson (1978) \| \| \| Ferdi van den Haute \| 25 de junio de 1952 \| Marc Zeep Savon-Superia (1979) \| \| \| Jean-Luc Vandenbroucke \| 31 de mayo de 1955 \| Peugeot-Esso-Michelin (1979) \| \| \| Didier Vanoverschelde \| 5 de abril de 1952 \| \| \| \| \| \| \| \| \| Fuente: UCI \| \| \| \| |                         |                                  |  |
| Integrantes del equipo 1983 |                         |                                  |  |
| Corredor | Fecha de nacimiento     | Equipo previo                    |  |
| Robert Alban | 9 de febrero de 1952    | Fiat (1979)                      |  |
| Laurent Biondi | 19 de julio de 1959     |                                  |  |
| Alain Bondue | 8 de abril de 1959      |                                  |  |
| Christian Corre | 4 de septiembre de 1961 |                                  |  |
| Kenny De Maerteleire | 4 de mayo de 1961       |                                  |  |
| Johan de Muynck | 30 de mayo de 1948      | Splendor-Wickes Bouwmarkt (1981) |  |
| Etienne De Wilde | 23 de marzo de 1958     | Splendor-Wickes Bouwmarkt (1981) |  |
| Alain Dithurbide | 18 de enero de 1959     |                                  |  |
| Guy Gallopin | 23 de enero de 1956     |                                  |  |
| Pascal Guyot | 26 de diciembre de 1959 |                                  |  |
| Christian Jourdan | 31 de diciembre de 1954 |                                  |  |
| Michel Larpe | 18 de diciembre de 1959 |                                  |  |
| Christian Levavasseur | 6 de marzo de 1956      | Coop-Mercier-Mavic (1982)        |  |
| Paul Sherwen | 17 de junio de 1956     | Fiat (1979)                      |  |
| Jérôme Simon | 5 de diciembre de 1960  |                                  |  |
| Bernard Vallet | 18 de enero de 1954     | Miko-Mercier-Hutchinson (1978)   |  |
| Ferdi van den Haute | 25 de junio de 1952     | Marc Zeep Savon-Superia (1979)   |  |
| Jean-Luc Vandenbroucke | 31 de mayo de 1955      | Peugeot-Esso-Michelin (1979)     |  |
| Didier Vanoverschelde | 5 de abril de 1952      |                                  |  |
| |                         |                                  |  |
| Fuente: UCI |                         |                                  |  |

| \| Integrantes del equipo 1984 \| Integrantes del equipo 1984 \| Integrantes del equipo 1984 \| Integrantes del equipo 1984 \| \| Corredor \| Fecha de nacimiento \| Equipo previo \| \| \| --------------------------- \| --------------------------- \| -------------------------------- \| --------------------------- \| \| Robert Alban \| 9 de febrero de 1952 \| Fiat (1979) \| \| \| Thierry Arnaud \| 17 de agosto de 1960 \| \| \| \| Thierry Barrault \| 13 de julio de 1960 \| \| \| \| Yves Beau \| 16 de julio de 1957 \| \| \| \| Laurent Biondi \| 19 de julio de 1959 \| \| \| \| Alain Bondue \| 8 de abril de 1959 \| \| \| \| Gregor Braun \| 31 de diciembre de 1955 \| Vivi-Benotto-Puma (1983) \| \| \| Pascal Campion \| 26 de febrero de 1962 \| \| \| \| Etienne De Wilde \| 23 de marzo de 1958 \| Splendor-Wickes Bouwmarkt (1981) \| \| \| Philippe Delaurier \| 12 de diciembre de 1960 \| \| \| \| Dominique Le Bon \| 15 de diciembre de 1959 \| \| \| \| Christian Levavasseur \| 6 de marzo de 1956 \| Coop-Mercier-Mavic (1982) \| \| \| Stephen Roche \| 28 de noviembre de 1959 \| Peugeot-Shell-Michelin (1983) \| \| \| Paul Sherwen \| 17 de junio de 1956 \| Fiat (1979) \| \| \| Jérôme Simon \| 5 de diciembre de 1960 \| \| \| \| Régis Simon \| 19 de marzo de 1958 \| \| \| \| Ferdi van den Haute \| 25 de junio de 1952 \| Marc Zeep Savon-Superia (1979) \| \| \| Jean-Luc Vandenbroucke \| 31 de mayo de 1955 \| Peugeot-Esso-Michelin (1979) \| \| \| Didier Vanoverschelde \| 5 de abril de 1952 \| \| \| \| \| \| \| \| \| Fuente: UCI \| \| \| \| |                         |                                  |  |
| Integrantes del equipo 1984 |                         |                                  |  |
| Corredor | Fecha de nacimiento     | Equipo previo                    |  |
| Robert Alban | 9 de febrero de 1952    | Fiat (1979)                      |  |
| Thierry Arnaud | 17 de agosto de 1960    |                                  |  |
| Thierry Barrault | 13 de julio de 1960     |                                  |  |
| Yves Beau | 16 de julio de 1957     |                                  |  |
| Laurent Biondi | 19 de julio de 1959     |                                  |  |
| Alain Bondue | 8 de abril de 1959      |                                  |  |
| Gregor Braun | 31 de diciembre de 1955 | Vivi-Benotto-Puma (1983)         |  |
| Pascal Campion | 26 de febrero de 1962   |                                  |  |
| Etienne De Wilde | 23 de marzo de 1958     | Splendor-Wickes Bouwmarkt (1981) |  |
| Philippe Delaurier | 12 de diciembre de 1960 |                                  |  |
| Dominique Le Bon | 15 de diciembre de 1959 |                                  |  |
| Christian Levavasseur | 6 de marzo de 1956      | Coop-Mercier-Mavic (1982)        |  |
| Stephen Roche | 28 de noviembre de 1959 | Peugeot-Shell-Michelin (1983)    |  |
| Paul Sherwen | 17 de junio de 1956     | Fiat (1979)                      |  |
| Jérôme Simon | 5 de diciembre de 1960  |                                  |  |
| Régis Simon | 19 de marzo de 1958     |                                  |  |
| Ferdi van den Haute | 25 de junio de 1952     | Marc Zeep Savon-Superia (1979)   |  |
| Jean-Luc Vandenbroucke | 31 de mayo de 1955      | Peugeot-Esso-Michelin (1979)     |  |
| Didier Vanoverschelde | 5 de abril de 1952      |                                  |  |
| |                         |                                  |  |
| Fuente: UCI |                         |                                  |  |

| \| Integrantes del equipo 1985 \| Integrantes del equipo 1985 \| Integrantes del equipo 1985 \| Integrantes del equipo 1985 \| \| Corredor \| Fecha de nacimiento \| Equipo previo \| \| \| --------------------------- \| --------------------------- \| ------------------------------ \| --------------------------- \| \| Thierry Barrault \| 13 de julio de 1960 \| \| \| \| Yves Beau \| 16 de julio de 1957 \| \| \| \| Alain Bondue \| 8 de abril de 1959 \| \| \| \| Pascal Campion \| 26 de febrero de 1962 \| \| \| \| Thierry Claveyrolat \| 31 de marzo de 1959 \| Système U (1984) \| \| \| Philippe Delaurier \| 12 de diciembre de 1960 \| \| \| \| Jean-Louis Gauthier \| 22 de diciembre de 1955 \| Coop-Hoonved (1984) \| \| \| Pierre Le Bigaut \| 17 de septiembre de 1959 \| \| \| \| Pierre-Henri Menthéour \| 9 de mayo de 1960 \| \| \| \| Stephen Roche \| 28 de noviembre de 1959 \| Peugeot-Shell-Michelin (1983) \| \| \| Paul Sherwen \| 17 de junio de 1956 \| Fiat (1979) \| \| \| Jérôme Simon \| 5 de diciembre de 1960 \| \| \| \| Régis Simon \| 19 de marzo de 1958 \| \| \| \| Ferdi van den Haute \| 25 de junio de 1952 \| Marc Zeep Savon-Superia (1979) \| \| \| Jean-Luc Vandenbroucke \| 31 de mayo de 1955 \| Peugeot-Esso-Michelin (1979) \| \| \| Michel Vermote \| 31 de marzo de 1963 \| \| \| \| \| \| \| \| \| Fuente: UCI \| \| \| \| |                          |                                |  |
| Integrantes del equipo 1985 |                          |                                |  |
| Corredor | Fecha de nacimiento      | Equipo previo                  |  |
| Thierry Barrault | 13 de julio de 1960      |                                |  |
| Yves Beau | 16 de julio de 1957      |                                |  |
| Alain Bondue | 8 de abril de 1959       |                                |  |
| Pascal Campion | 26 de febrero de 1962    |                                |  |
| Thierry Claveyrolat | 31 de marzo de 1959      | Système U (1984)               |  |
| Philippe Delaurier | 12 de diciembre de 1960  |                                |  |
| Jean-Louis Gauthier | 22 de diciembre de 1955  | Coop-Hoonved (1984)            |  |
| Pierre Le Bigaut | 17 de septiembre de 1959 |                                |  |
| Pierre-Henri Menthéour | 9 de mayo de 1960        |                                |  |
| Stephen Roche | 28 de noviembre de 1959  | Peugeot-Shell-Michelin (1983)  |  |
| Paul Sherwen | 17 de junio de 1956      | Fiat (1979)                    |  |
| Jérôme Simon | 5 de diciembre de 1960   |                                |  |
| Régis Simon | 19 de marzo de 1958      |                                |  |
| Ferdi van den Haute | 25 de junio de 1952      | Marc Zeep Savon-Superia (1979) |  |
| Jean-Luc Vandenbroucke | 31 de mayo de 1955       | Peugeot-Esso-Michelin (1979)   |  |
| Michel Vermote | 31 de marzo de 1963      |                                |  |
| |                          |                                |  |
| Fuente: UCI |                          |                                |  |